# Jenny Canales
Jenny Canales (* 1947 in Santiago de Chile) ist eine chilenische Künstlerin, Galeristin und Lyrikerin. 

## Leben und Wirken
Jenny Canales wurde in Chile geboren, lebte eine Zeit lang in den USA und immigrierte 1974 nach Deutschland. Heute lebt sie in Gelsenkirchen.
Ihr Studium absolvierte sie an der Kunstakademie in Santiago de Chile. Seit ihrer Jugend schreibt sie Gedichte in ihrer Muttersprache Spanisch. 
Im Jahr 1990 gründete Jenny Canales die Literaria LIGG (Literarische Interessengemeinschaft Gelsenkirchen).
Mit ihrer Galerie „Kunst in der City“ hat sie eine Anlaufstelle für Künstler, Autoren und Interessierte geschaffen, in der regelmäßig Ausstellungen und Lesungen stattfinden.

## Schriftstellerische Tätigkeit

### Eigene Werke
- Aus der Seele geschrieben. Gedichtband. Noxxon Verlag, Recklinghausen 2002, ISBN 978-3-865-87039-1.
- Schatten der Nacht. Gedichte. Höchlerbach, Gelsenkirchen 2014.

### Mitautorin und Herausgeberin
- Erzählungen und Gedichte der literarischen Interessengemeinschaft Gelsenkirchen (LIGG). Brockmeyer, Bochum 2013, ISBN 978-3-819-60899-5.
- Gelsenkirchener Anthologie. (Hrsg.) Höchlerbach, Rotthausen 2015, ISBN 978-3-981-61676-7.
- Nervenkitzel & Blut: 2 kriminell spannende Bücher in einem Band. (Hrsg.: Jenny Canales und Alexander Pentek). Angst&Schrecken Verlag, Gelsenkirchen 2016, ISBN 978-3-9816167-9-8.